# إميليو سانشيز بيرير
إميليو سانشيز بيرير (بالإسبانية: Emilio Sánchez Perrier) هو رسام إسباني، ولد في 15 أكتوبر 1855 في إشبيلية في إسبانيا، وتوفي في 13 سبتمبر 1907 في ألاما دي غرانادا في إسبانيا بسبب سل.

## معرض صور

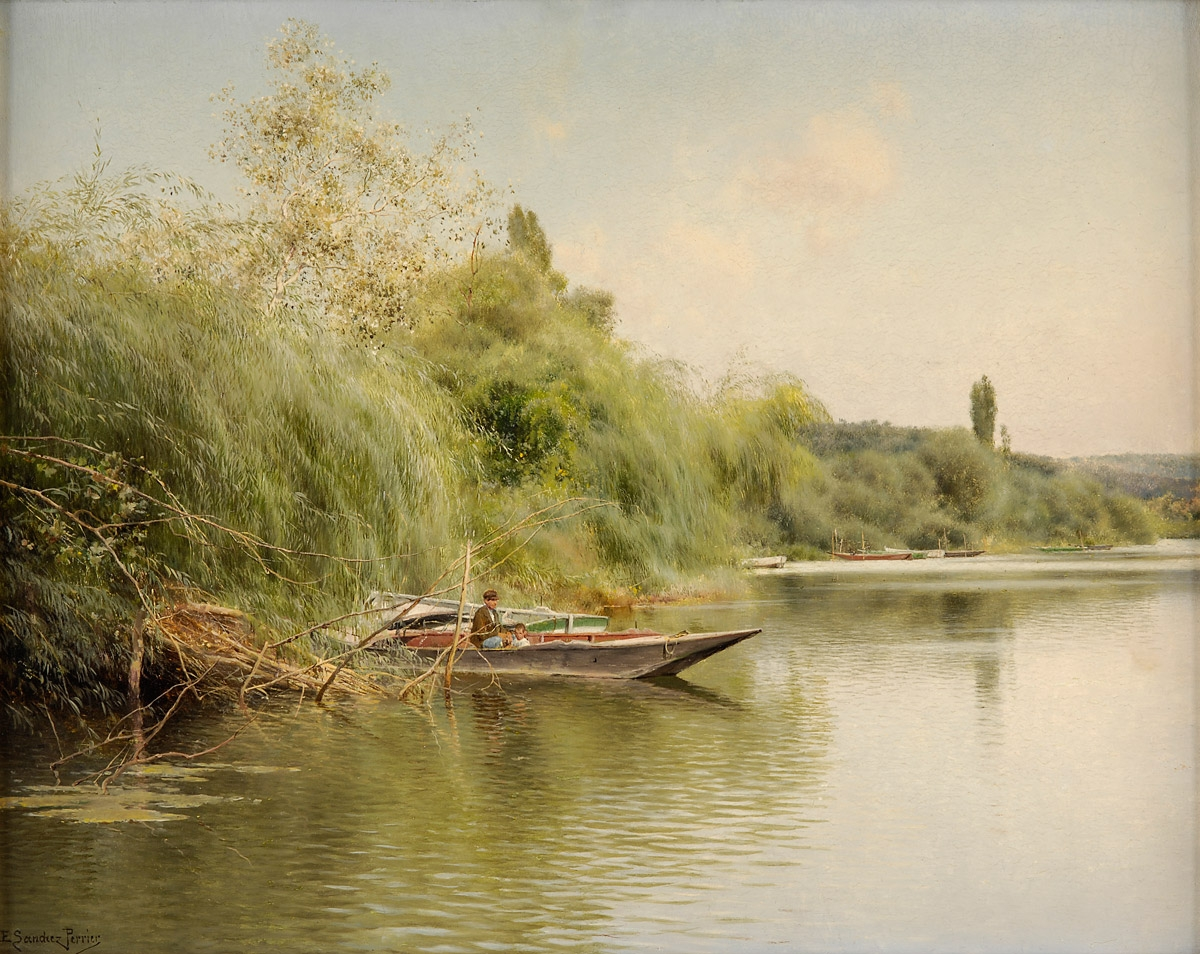
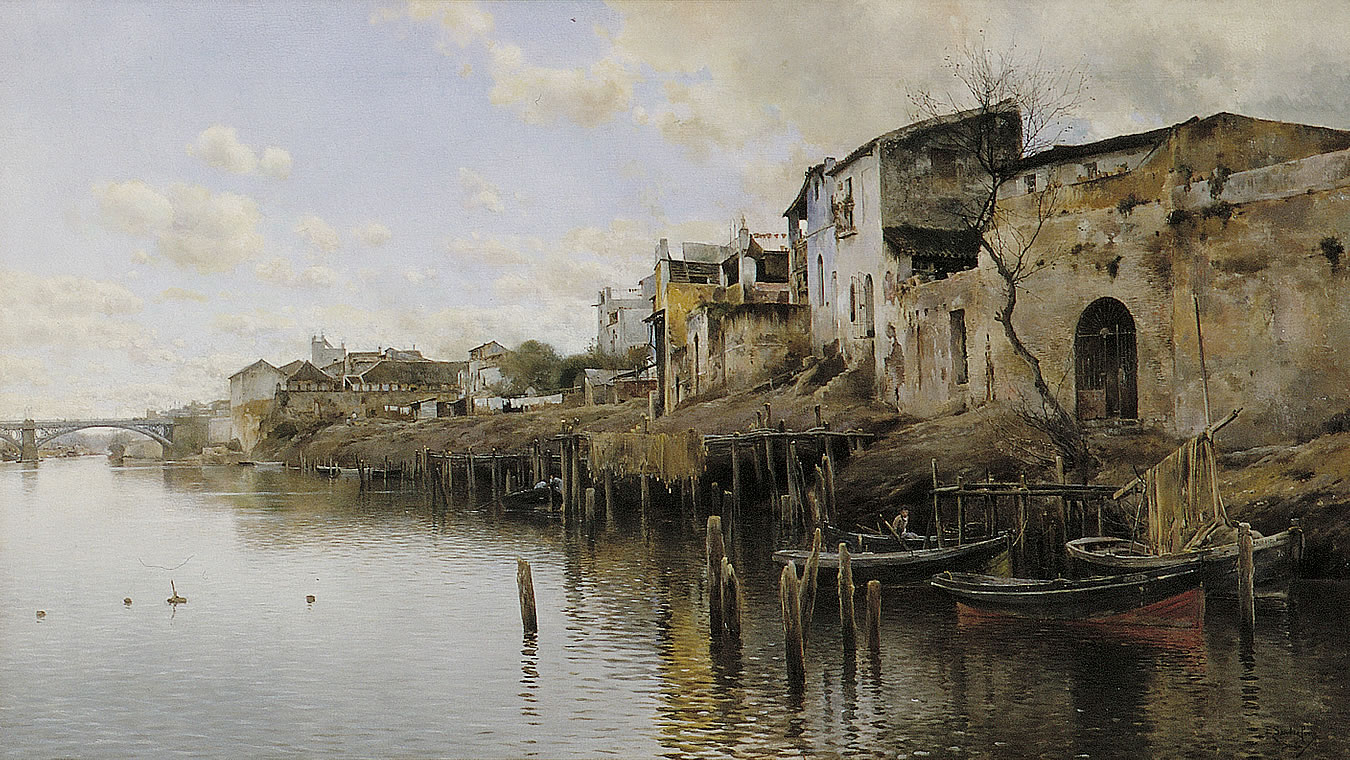
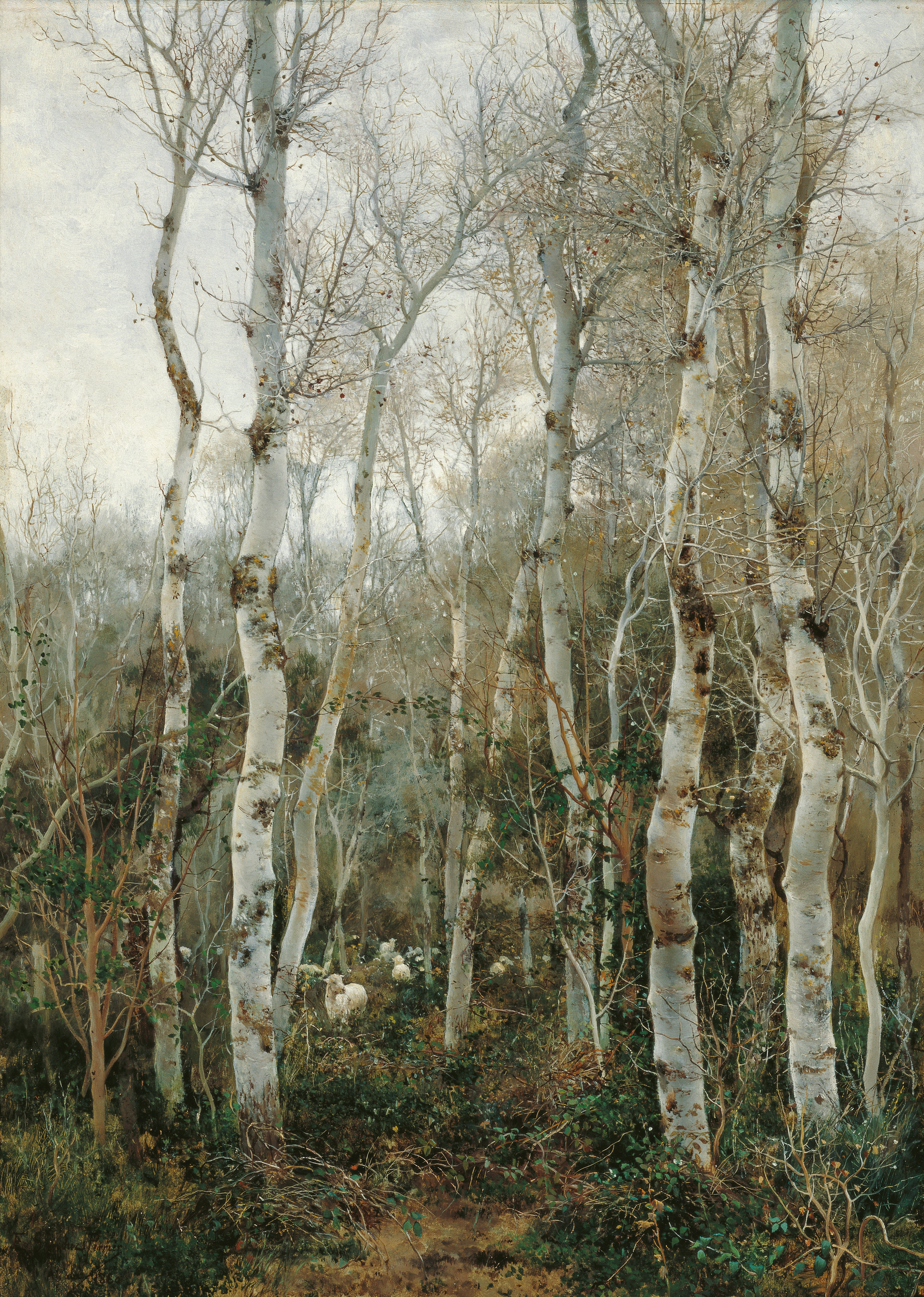
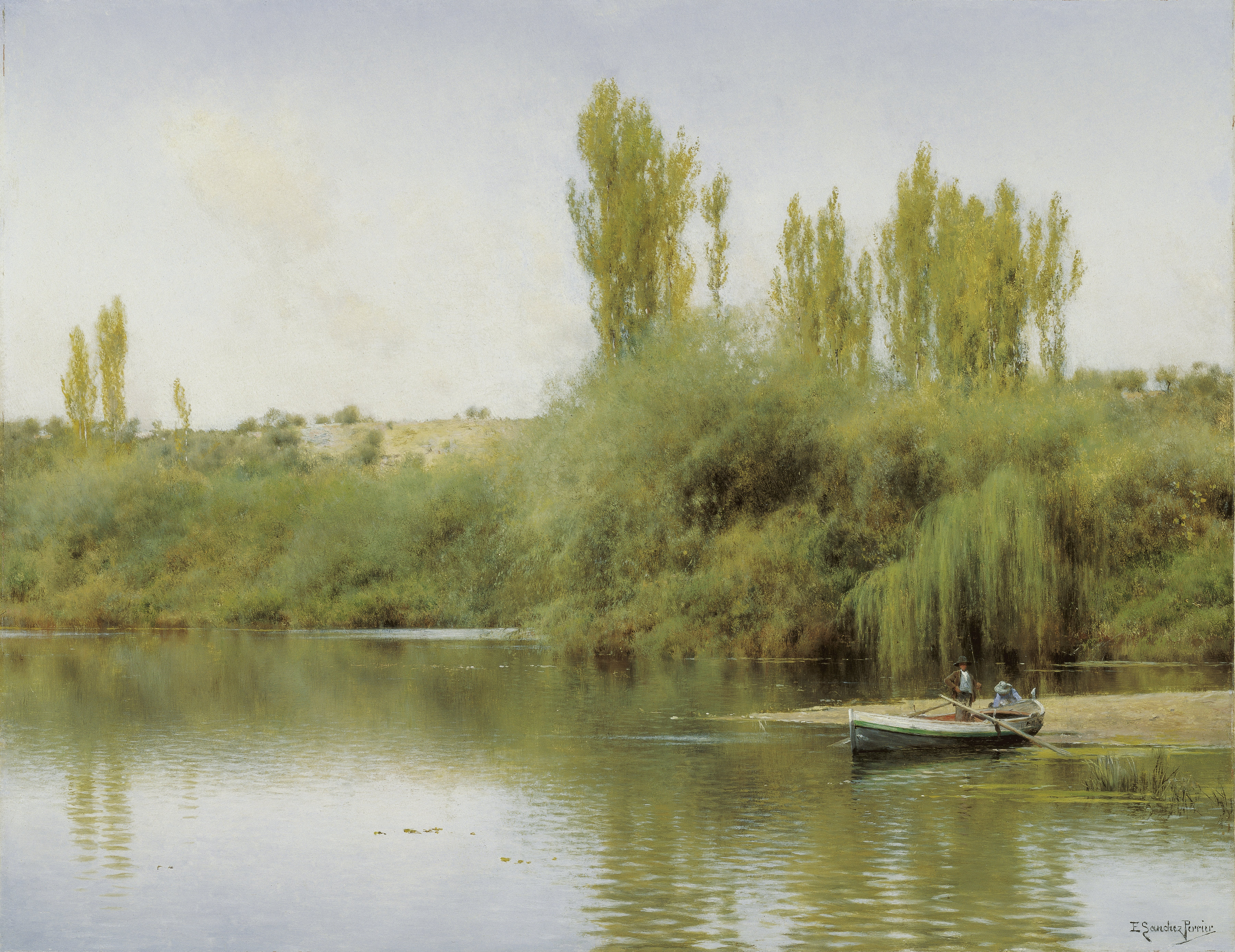